# Anne-Marie Yerly-Quartenoud
Pour les articles homonymes, voir Anne-Marie Yerly (homonymie) et Quartenoud.
Anne-Marie Yerly-Quartenoud, née à Treyvaux le 27 août 1936 , est une auteure suisse spécialiste du patois fribourgeois.

## Biographie
Anne-Marie Quartenoud est la fille de Pierre Quartenoud, écrivain patoisant décédé en 1945, alors qu'elle a 9 ans. Elle passe une partie de son enfance en France, mais fait ses classes à Treyvaux, dans le canton de Fribourg,. Elle y épouse Joseph Yerly en 1961 et devient mère de 4 enfants. Elle se dévoue à sa famille, mais trouve cependant le temps d'écrire en français et en patois fribourgeois. Elle participe à la vie culturelle du village, notamment en devenant présidente du chœur mixte Lè Tsêrdziniolè (littéralement Les Chardonnerets en patois fribourgeois) de 1978 à 1980,. Elle est secrétaire d'un groupe de patoisant de la région nommé Lè Triolè ainsi que de l'Association fribourgeoise des Amis du patois.
Elle se révèle comme écrivaine patoisante dès 1973 avec « Lè chonzo dôn vilyie gârda-roba », puis « Tèra novala » en 1976, retraçant le départ des émigrés fribourgeois pour Nova Friburgo, au Brésil.
Anne-Marie Yerly tient une chronique en patois fribourgeois dans La Gruyère, chaque samedi depuis 1996.
En 2015, Anne-Marie Yerly traduit la Déclaration universelle des droits de l'homme en patois fribourgeois,.